# Calírroe (artista)

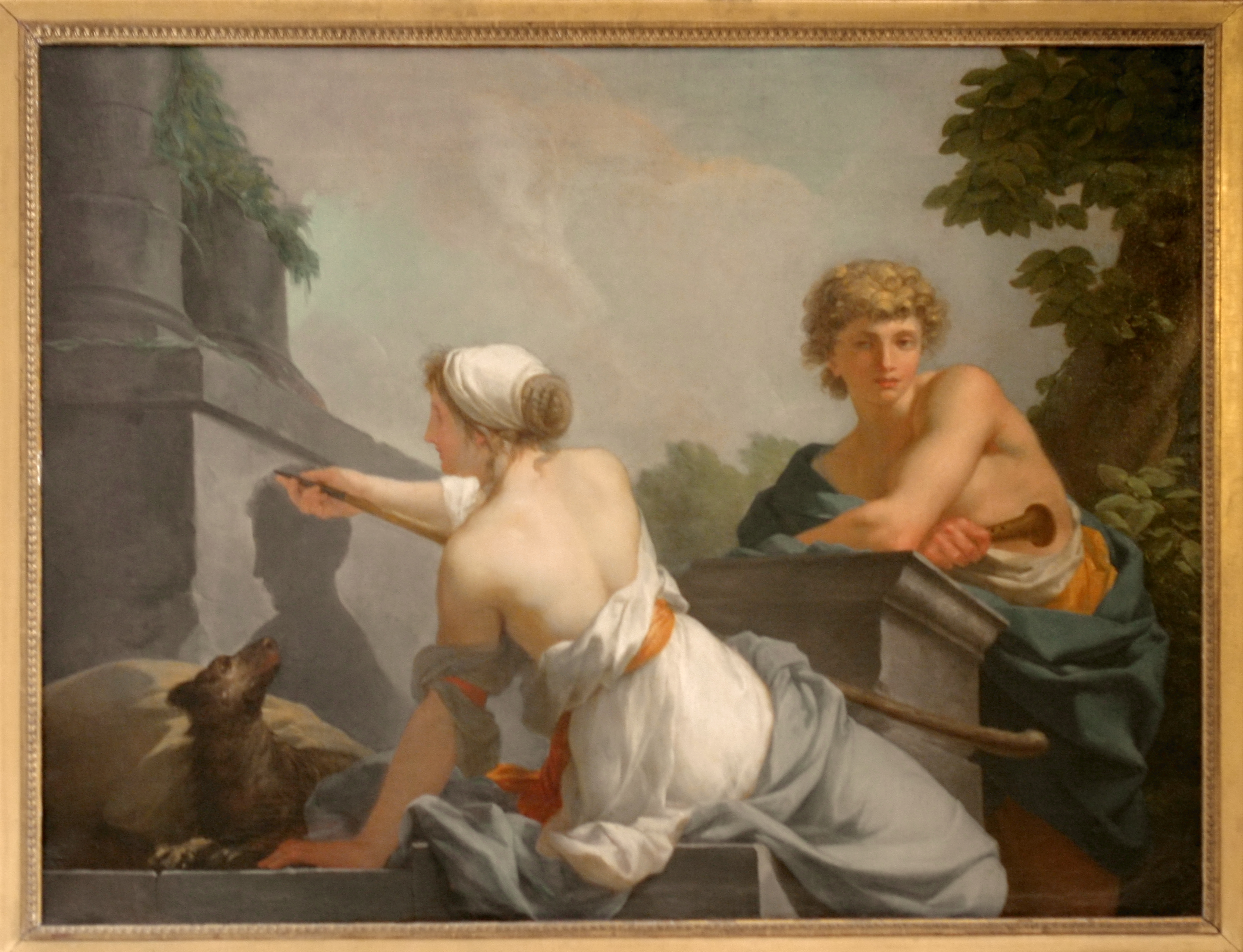
Retrato moderno imaginario de Calliroe y su amante mientras trabajan y posan el uno para el otro, obra del pintor francés Jean-Baptiste Regnault (Dibutade o el origen de la pintura, 1785; Musée de l'Histoire, Versailles).

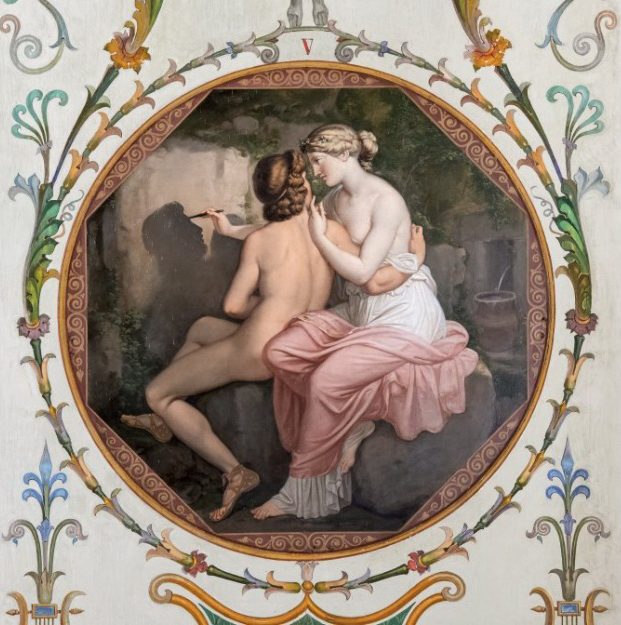
La leyenda de la hija de Butades, pintura mural del pintor alemán Johann Georg Hiltensperger, encontrada en San Petersburgo, en el Museo del Hermitage, como parte de un inmenso ciclo de frescos pictóricos conocido como Historia de la pintura en la Antigüedad (1845-1848) a lo largo de las galerías del museo.

Calírroe fl., circa siglo VII-siglo VI a. C. (en griego antiguo: Καλλιῤῥόη, romanizado: Kallirrhoē; en latín: Callirrhoe) o Cora (en griego antiguo: Κόρα, romanizado: Kora) Sicionia fue una artista, pintora y escultora de la Antigua Grecia, hija y discípula de Butades (de ahí que también se la llamara Dibutades), ceramista y escultora.
Se la considera la primera artista como tal de la que existen pruebas objetivas.
Se le atribuye, junto con su padre, la invención del relieve.

## Biografía y mitografía
Plinio el Viejo relata en su Historia natural, que Calliroe tuvo la intuición de trazar la sombra de su amante con carboncillo  (basándose en cómo se le representa, tal vez un pastor-guerrero, ya que era costumbre en la época que un soldado griego adinerado poseyera y protegiera rebaños de pastoreo), dibujando así su perfil reflejado en una pared por la luz de una lámpara cercana. Los antiguos griegos consideraban que éste era el origen de la pintura.
Su padre aplicó arcilla a esas mismas líneas de sombra, conservando sus contornos, y luego calentó este contorno de tierra: así se originó la escultura en relieve. Esta obra fue considerada el primer relieve de cerámica, y se conservó como regalo durante unos 200 años en el Ninfeo de Corinto antes de ser destruida por el fuego cuando los romanos, bajo el mando de Lucio Mumio, saquearon la ciudad en 146 a. C.

## En la cultura popular
El mito de Callírroe ha impresionado tanto a la posteridad, que ha sido representada muchas veces en la historia del arte, en particular por Jean-Baptiste Regnault en El origen de la pintura.
|                                                                                       |
| Joseph Wright, La doncella corintia (ca. 1784; Galería Nacional de Arte, Washington). |

|                                                                                        |
| Joseph-Benoît Suvée, La invención del arte del dibujo (1791; Museo Groeninge, Brujas.) |

|                                                                                      |
| Eduard Daege, La invención de la pintura (1832; Antigua Galería Nacional de Berlín). |

| |
| La Gran Librería (1859-1862; Museo Ashmolean, Oxford), obra colectiva diseñada por William Burges, con un panel dedicado a Calliroe y su amado (abajo a la izquierda), y junto al del rey Pigmalión y Galatea. |